# 樱花结
《樱花结》是日本遊戲品牌CUFFS開發的WindowsPC平台成人視覺小說，已於2005年8月5日發售。

## 遊戲系統

《樱花结》故事進行時的遊戲畫面，其中人物即為女性角色秋野紅葉。

《樱花结》是一款視覺小說，玩家扮演角色桐山圭吾。玩家在遊玩《樱花结》時將會花費大多數時間觀看出現在螢幕上的文字敘述、人物對話以及角色心理等，藉由這樣的方式除了讓故事獲得進展外，也可以與遊戲角色對話進行交流。在每次閱讀故事發展以及與其他角色對話後，玩家便有機會能夠在與角色互動時從遊戲提供的數個選項中利用滑鼠左鍵挑選其中一項，此時遊戲會暫停一會兒以提供玩家依據先前的對話作出決定。

## 故事
主角桐山圭吾從小並不知道雙親的容貌，並與他妹妹櫻各被不同家庭領養。在學生生活即將結束時，開始思考將來的重要性，並希望妹妹櫻個性有所成長而不再時時依賴他。
該作品發生在秋天至主角畢業期間，描绘这样一对兄妹与守望着他们的友人们之间发生的人际关系变化的故事。

## 登場角色
桐山圭吾
男主角。从小失去父母，故事發生前1年养父母也去世了，現在独自一人生活着。希望妹妹櫻個性有所成長。
桐山櫻
女主角。圭吾的妹妹。小時候因為父母過世的關係而被親戚領養。因為體弱多病的關係，因此很少出門。性格較年幼、內向。喜歡桐山圭吾、秋野紅葉。
秋野紅葉
圭吾的表妹兼青梅竹馬。性格較外向。
瀨良可憐
櫻的友人。瀨良邦彥的妹妹。
瀨良邦彥
圭吾的友人。瀨良可憐的哥哥。
原崎龍馬
圭吾的友人。
秋野靜
紅葉的父親兼櫻的養父。擔任議員。
秋野菊代
紅葉的母親。擔任瀨良醫院護士。

## 評價
《樱花结》在日本美少女游戏与动画相关商品销售网站Getchu.com的2005年8月销量榜上排名第2。

## 外部連結
- CUFFS （页面存档备份，存于）（日語）
- 樱花结 （页面存档备份，存于）（日語）